# David Karako
Pour les articles homonymes, voir Karako (homonymie).
David Karako, en hébreu : דוד קרקו, né le 11 février 1945 à Jaffa (Palestine mandataire) et mort le 4 mai 2025, est un footballeur israélien.
Il joue au poste de défenseur ou de milieu de terrain. Il est sélectionné pour la première fois en équipe d'Israël le 11 janvier 1968 et possède 6 sélections. Il participe aux jeux Olympiques de 1968 (1 match), et à la Coupe du monde 1970 (aucun match).